# Chauncey W. Brownell

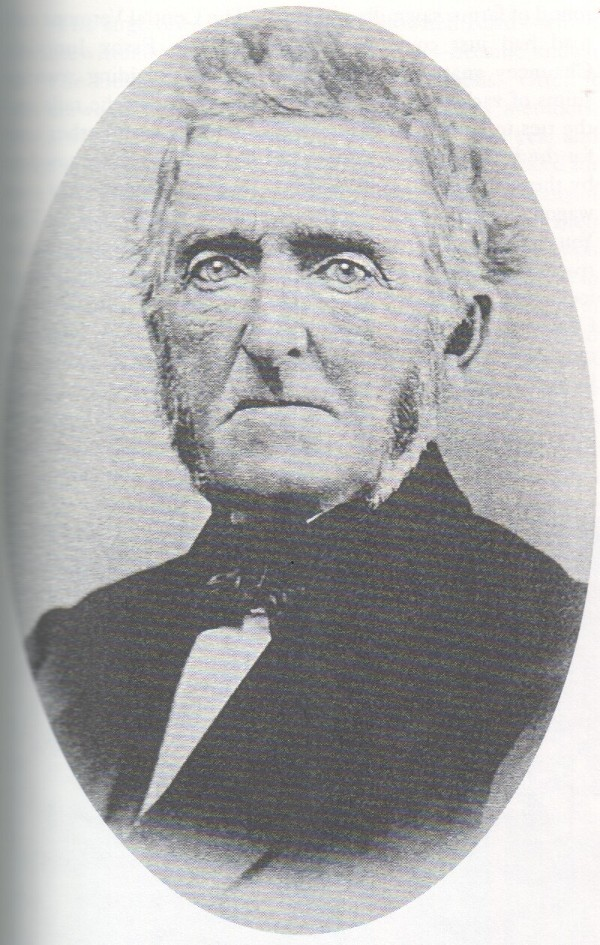

Chauncey Wells Brownell (* 7. Oktober 1847 in Williston, Vermont; † 4. Februar 1938, ebenda) war ein US-amerikanischer Anwalt und Politiker, der von 1890 bis 1898 Secretary of State von Vermont war.

## Leben
Chauncey Wells Brownell wurde in Williston, Vermont geboren.  Er machte seinen Abschluss im Jahr 1870 an der University of Vermont und besuchte danach die Albany Law School bis zum Abschluss im Jahr 1872. Er erwarb den Master im Jahr 1873.
Brownell ließ sich mit einer Anwaltspraxis in Burlington nieder. Er war zudem in der örtlichen Wirtschaft aktiv, dies schloss einen Sitz im Vorstand der Burlington electric street railway ein. Er war Vizepräsident der City's Home Savings Bank und Präsident der Burlington Mutual Fire Insurance Company.
Als Mitglied der Vermonter Schwesterpartei der Republikanischen Partei war er für zwei Jahre Burlingtons Grand Juror und für vier Jahre District Attorney des Chittenden Countys. Von 1874 bis 1880 war er Stellvertretender Secretary des Senats von Vermont und Secretary des Senats war er von 1880 bis 1890. Im Jahr 1890 wurde Brownell zum Secretary of State gewählt, seine Amtszeit ging bis 1898.
Im Jahr 1900 wurde Brownell zum Ältermann in Burlington gewählt.  Er wurde 1902 zu einer weiteren Amtszeit in den Senat von Vermont gewählt und wurde zum Präsidenten pro Tempore ernannt.
Er war mit Elva Maria Brigham Brownell (1850–1920) verheiratet, das Paar hatte drei Kinder.
Brownell starb in Williston am 4. Februar 1938. Sein Grab befindet sich auf dem Burlington Lakeview Cemetery.